# Chutes du Don
Les chutes du Don ou chutes du fleuve du Don, qui sont également connues comme les chutes de Volchenskiy, sont situées près d'Ouglerodovski, un hameau de la région de Rostov en Russie, dans le raïon de Krasny Souline. Elles se composent de plusieurs cascades. Les plus connues sont les chutes d'eau appelées Kosy (chevelures en russe) et Dve Slezy (deux larmes en russe). Les chutes sont situées sur le territoire de l'ex-carrière de Zamtchalovski.

## Situation
La plupart des chutes sont situées dans la région de Rostov-sur-le-Don, près du hameau d'Ouglerodovski dans la carrière ex-Zamtchalovski. La chute appelée Kosy est sur la partie orientale de canyon et, à l'opposé, la cascade de Dve Slezy atteint 10 mètres de hauteur. L'eau qui passe par ces deux chutes parvient par une autre cascade.
Depuis longtemps l'administration de Voltchenskii souhaite recevoir le statut officiel de monument naturel pour le site, qui allait devenir l'un des endroits touristiques de la région de Rostov.